# Age Ain’t Nothing but a Number
Az Age Ain’t Nothing but a Number Aaliyah amerikai énekesnő első albuma. 1994-ben jelent meg. Producere R. Kelly volt, és az összes dalt is ő írta, leszámítva egy Isley Brothers-feldolgozást. Az album a Billboard 200 amerikai albumslágerlista 24. helyén nyitott, az első héten 74 000 példány kelt el belőle. A 18. helyezés volt a legmagasabb, amit elért a listán. Összesen 3 millió példányban kelt el. A borítón Aaliyah Cazal napszemüvegben látható, a háttérben R. Kelly áll, alakja csak elmosódottan látszik.
Az album hat kislemeze közül kettő aratott nagyobb sikert: a Back & Forth, mely a Billboard Hot 100-on az 5. helyre került, a Billboard R&B-slágerlistáján pedig listavezető lett, illetve az Isley Brothers At Your Best (You Are Love) című számának feldolgozása.
1995-ben pletyka kapott szárnyra, hogy a tizenöt éves Aaliyah (idősebbnek mondva magát) titokban feleségül ment a 27 éves R. Kellyhez. A pletykát mindkét fél tagadta, bár a VIBE magazin lehozott egy valódinak tűnő házassági anyakönyvi kivonatot, melyen Aaliyah életkoraként 18 év volt feltüntetve.

## Számlista
Minden dal szerzője R. Kelly, kivéve az At Your Best (You Are Love)-ot, melynek Ronald Isley, Marvin Isley, O’Kelly Isley, Ernie Isley és Chris Jasper. Több dalban egy Tia nevű rapper is szerepel.
| #   | Cím                                                 | Hossz |
| --- | --------------------------------------------------- | ----- |
| 1.  | Intro                                               | 1:30  |
| 2.  | Throw Your Hands Up                                 | 3:34  |
| 3.  | Back & Forth                                        | 3:51  |
| 4.  | Age Ain’t Nothing but a Number                      | 4:14  |
| 5.  | Down with the Clique                                | 3:24  |
| 6.  | At Your Best (You Are Love)                         | 4:52  |
| 7.  | No One Knows How to Love Me Quite Like You Do       | 4:07  |
| 8.  | I’m So Into You                                     | 3:26  |
| 9.  | Street Thing                                        | 4:58  |
| 10. | Young Nation                                        | 4:41  |
| 11. | Old School                                          | 3:17  |
| 12. | I’m Down                                            | 3:16  |
| 13. | The Thing I Like (brit bónuszdal)                   | 3:24  |
| 14. | Back & Forth (Mr. Lee & R. Kelly Remix) (bónuszdal) | 3:44  |

## Kislemezek
- Back & Forth (1994)
- At Your Best (You Are Love) (1994)
- Age Ain’t Nothing but a Number" (1994)
- No One Knows How to Love Me Quite Like You Do (1995)
- Down with the Clique (1995)
- The Thing I Like (1995)

## Helyezések
| Slágerlista (1994)               | Legfelső helyezés |
| -------------------------------- | ----------------- |
| USA Billboard 200                | 18                |
| USA Billboard R&B/Hip-Hop Albums | 3                 |
| Egyesült Királyság               | 23                |
| Holland albumslágerlista         | 44                |